# 디펜더스 (드라마)
《마블 디펜더스》(The Defenders)는 더그 피트리와 마르코 라미레즈가 넷플릭스에서 기획한 미니시리즈이며, 마블 코믹스의 캐릭터들인 데어데블, 제시카 존스, 루크 케이지, 아이언 피스트가 결성한 동명의 슈퍼 히어로 팀을 원작으로 한다. 마블 시네마틱 유니버스 세계관의 영화와 공유하는 마블 시네마틱 유니버스를 배경으로 하며 마블과 넷플릭스 연출한 드라마들의 크로스오버물이다. 이 미니시리즈는 ABC 스튜디오, 마블 텔레비전, 나인 앤 어 하프 핑거스 Inc., 고다드 텍스타일스에서 제작했으며, 라미레즈가 쇼러너 역을 맡았다.

## 출연진

### 주연
- 찰리 콕스 - 맷 머독 / 데어데블
- 크리스틴 리터 - 제시카 존스
- 마이크 콜터 - 루크 케이지
- 핀 존스 - 대니 랜드 / 아이언 피스트
- 이카 다빌 - 맬컴 듀카스
- 엘든 헨슨 - 포기 넬슨
- 제시카 헤닉 - 콜린 윙
- 시몬 미식 - 미스티 나이트
- 라몬 로드리게스 - 바쿠토
- 레이철 테일러 - 트리시 워커
- 데버라 앤 월 - 캐런 페이지
- 엘로디 융 - 엘렉트라 나치오스
- 로사리오 도슨 - 클레어 템플
- 스콧 글렌 - 스틱
- 시거니 위버 - 알렉산드라

### 조연
- 와이칭호 - 마담 가오
- J. 맬러리 매크리 - 콜 밀러
- 미셸 페더러 - 미셸 레이먼드
- 클로이 러빈 - 렉시 레이먼드
- 배브스 올루산모쿤 - 소완데
- 론 사이먼스 - 스트라이버 반장
- 다케우치 유타카 - 무라카미

### 단역
- 피터 맥로비 - 폴 랜텀 신부
- 데비 모건 - 덜로리스 밀러
- 마르코 사로르 - 섀프트
- 캐리앤 모스 - 제리 호가스
- 롭 모건 - 터크 배럿
- 에이미 럿버그 - 마시 스탈
- 수전 배런 - 마담 조시
- 앨릭스 모그리지 - 존 레이먼드
- 니콜 얘네티 - 니콜
- 스탠 리 - 어빙 포부시 (사진 카메오)

## 에피소드 목록
모든 에피소드는 2017년 8월 18일에 공개되었다.
| 회차 | 제목                                  | 감독                   | 각본                                               | 분량 |
| ---- | ------------------------------------- | ---------------------- | -------------------------------------------------- | ---- |
| 1    | "헬스 키친" "The H Word"              | S. J. 클라크슨         | 더글러스 피트리, 마르코 라미레스                   | 51분 |
| 2    | "결정적 한 방" "Mean Right Hook"      | S. J. 클라크슨         | 로런 슈밋 히스릭, 마르코 라미레스                  | 44분 |
| 3    | "최악의 상황" "Worst Behavior"        | 피터 호어              | 로런 슈밋 히스릭, 더글러스 피트리                  | 55분 |
| 4    | "로열 드래곤의 동료들" "Royal Dragon" | 필 에이브러햄          | 더글러스 피트리, 마르코 라미레스                   | 45분 |
| 5    | "피난처" "Take Shelter"               | 우타 브리제비츠        | 로런 슈밋 히스릭, 더글러스 피트리, 마르코 라미레스 | 50분 |
| 6    | "재 속에서 태어나" "Ashes, Ashes"     | 스티븐 서직            | 로런 슈밋 히스릭, 마르코 라미레스                  | 51분 |
| 7    | "쿤룬의 열쇠" "Fish in the Jailhouse" | 펠릭스 엔리케스 알칼라 | 로런 슈밋 히스릭, 마르코 라미레스                  | 45분 |
| 8    | "디펜더스" "The Defenders"            | 패런 블랙번            | 로런 슈밋 히스릭, 마르코 라미레스                  | 56분 |